# Высокая цена жизни
«Высокая цена жизни» (англ. The High Cost Of Living) — канадский фильм-драма 2010 года, снятый Деборой Чоу. Фильм дебютировал на Торонтском кинофестивале в феврале 2010 года и вышел в кинотеатре в апреле 2011 года. Фильм получил смешанные отзывы кинокритиков. 

## Сюжет
Натали (Изабель Бле) беременна и живёт мыслями о рождении ребёнка, однако теряет его, когда на неё в темноте наезжает автомобиль зазевавшегося водителя. Натали уходит в депрессию, что ухудшает её отношения с другом. В это же время в её жизни возникает таинственный покровитель Генри (Зак Брафф) — Натали не знает, что именно он и есть причина потери её нерождённого ребёнка. Со временем Натали понимает, что Генри — торговец наркотиками, но даже это известие не лишает её симпатий к нему — она надеется, что тот изменится. Со временем, однако, Генри становится ясно, что он должен сделать выбор — признаться полиции и одновременно потерять Натали, или пытаться по-прежнему вести двойную жизнь. Второе не получается — даже близкий друг со временем отворачивается от него.